# ISO 3166-2:AM
ISO 3166-2:AM is een ISO-standaard met betrekking tot de zogenaamde geocodes. Het is een subset van de ISO 3166-2 tabel, die specifiek betrekking heeft op Armenië.
De gegevens werden tot op 26 november 2018 geüpdatet op het ISO Online Browsing Platform (OBP). Hier worden 10 regio’s -  region (en) / région (fr) / marz (hy) - en 1 stad – (city (en) / ville (fr) / k'aġak' (hy)  - gedefinieerd.
Volgens de eerste set, ISO 3166-1, staat AM voor het land, het tweede gedeelte is een tweeletterige code.

## Codes
| Code  | Naam         | Categorie |
| ----- | ------------ | --------- |
| AM-AG | Aragac̣otn    | regio     |
| AM-AR | Ararat       | regio     |
| AM-AV | Armavir      | regio     |
| AM-ER | Erevan       | stad      |
| AM-GR | Geġark'unik' | regio     |
| AM-KT | Kotayk'      | regio     |
| AM-LO | Loṙi         | regio     |
| AM-SH | Širak        | regio     |
| AM-SU | Syunik'      | regio     |
| AM-TV | Tavuš        | regio     |
| AM-VD | Vayoć Jor    | regio     |